# Kinga Janurik
Kinga Janurik (* 6. November 1991 in Budapest) ist eine ungarische Handballspielerin.

## Karriere

### Im Verein
Kinga Janurik spielte zunächst in Ungarn für Körösi DSE und Újbuda TC. 2010 wechselte sie zu Érd HC. Nach zehn Spielzeiten unterschrieb sie einen Vertrag ab 2020 für Ferencváros Budapest. Mit Budapest gewann sie 2021 und 2024 die ungarische Meisterschaft, sowie mehrfach den ungarischen Pokal. 2023 standen sie zudem im Finale der EHF Champions League, wo sie jedoch gegen Vipers Kristiansand verloren.

### In Auswahlmannschaften
Mit der ungarischen Juniorinnen-Nationalmannschaft gewann sie die Silber-Medaille bei der U19-Europameisterschaft 2009.
Ihr erstes Turnier mit der A-Nationalmannschaft war die Europameisterschaft 2016, wo sie mit Ungarn den 12. Platz belegte. Im folgenden Jahr bei der Weltmeisterschaft 2017 belegten sie den 15. Platz. Sie stand im Kader für die Olympischen Spiele 2020 in Tokio. Bei der Europameisterschaft 2022 belegten sie den 11. Platz. Bei den Olympischen Spielen 2024 in Paris stand sie erneut im Kader. Bei der Europameisterschaft 2024 gewann sie mit Ungarn die Bronze-Medaille.